# Graphania falsidica
Graphania falsidica är en fjärilsart som beskrevs av Edward Meyrick 1911. Graphania falsidica ingår i släktet Graphania och familjen nattflyn. Inga underarter finns listade i Catalogue of Life.